# Supt
Supt es una localidad y comuna francesa situada en la región de Franco Condado, departamento de Jura, en el distrito de Lons-le-Saunier y cantón de Champagnole.

## Demografía
| 164 | 137 | 119 | 120 | 102 | 107 | 215 |
| Para los censos de 1962 a 1999 la población legal corresponde a la población sin duplicidades (Fuente: INSEE [Consultar]) |     |     |     |     |     |     |

## Lugares
En sus alrededores se encuentra el Arboretum de Chevreuil de 2.652 hectáreas. 